# 2012年ロンドンオリンピックのタイ選手団
2012年ロンドンオリンピックのタイ選手団（2012ねんロンドンオリンピックのタイせんしゅだん）は、2012年7月27日から8月12日にかけてイギリスの首都ロンドンで開催された2012年ロンドンオリンピックのタイ選手団、およびその競技結果。

## 概要
今大会は銀メダル2個、銅メダル2個の合計4個のメダルを獲得した。

## メダル
| メダル | 選手名                   | 競技                 | 種目               |
| ------ | ------------------------ | -------------------- | ------------------ |
| 銀     | ケーウ・ポンプラユーン   | ボクシング           | 男子ライトフライ級 |
| 銀     | ピムシリ・シリケーオ     | ウエイトリフティング | 女子58kg級         |
| 銅     | シーリプ・グーンノイ     | ウエイトリフティング | 女子58kg級         |
| 銅     | チャナティップ・ソンカム | テコンドー           | 女子49kg級         |